# Gymnosporia leptopus
Gymnosporia leptopus là một loài thực vật có hoa trong họ Dây gối. Loài này được (Tul.) Baker mô tả khoa học đầu tiên năm 1883.